# John Irving
John Winslow Irving (nacido John Wallace Blunt, Jr.; Exeter, Nuevo Hampshire, 2 de marzo de 1942) es un novelista estadounidense, autor de numerosos bestsellers y guionista ganador de un Óscar (1999) con la adaptación de una de sus propias novelas.

## Biografía
Estudió literatura inglesa en la Universidad de New Hampshire y en 1963 se trasladó a Viena, donde pasó dos años en el Instituto de Estudios Europeos. Entre 1965 y 1967 escribió su primera novela, Libertad para los osos, a la que seguiría La epopeya del bebedor de agua, pero fue con la aparición de El mundo según Garp (1976) cuando consiguió éxito y fama, tanto en Estados Unidos como entre los públicos de las múltiples lenguas a las que fue traducida. Desde entonces, crítica y público han aclamado al unísono cada una de sus siguientes obras.
Varios de sus libros, así como muchas historias cortas que ha escrito, han tenido como escenario la Phillips Exeter Academy en Exeter, New Hampshire, donde creció Irving, hijo del profesor de la Universidad de Exeter Colin Franklin Newell Irving (1941) y sobrino de otro, Henry Hamilton Bissell (1929). Estos y otros miembros de la comunidad de Exeter aparecen caracterizados en varias de sus novelas.
Irving estuvo en el programa de lucha de Exeter con el entrenador Ted Seabrooke. Este deporte tiene un lugar prominente en muchos de sus libros.
En 2000 ganó el Óscar al mejor guion adaptado por su guion de Las normas de la casa de la sidra, adaptación de su novela Príncipes de Maine, reyes de Nueva Inglaterra.
La película Simon Birch está basada en su obra Oración por Owen. Asimismo, el guion de Una mujer difícil, con Kim Bassinger y Jeff Bridges, adapta su novela homónima.
En 2015 publicó Avenida de los Misterios. En una entrevista, Irving comentó sobre el origen de la novela que 

Por veinte años este libro fue un guion, no una novela, y estaba ambientada en India. Se convirtió en la víspera del año nuevo de 2009. Fui a Oaxaca en 1997, pasé tres semanas, un mes: estudié a los niños de la basura, la historia de los basureros, las reglas y normas de los incendios. Fui a orfanatos para enterarme de sus historias. Regresé a Oaxaca en 2002, 2003, 2008... muchas veces... Cada vez que iba a Oaxaca acudía a la Ciudad de México, para ir a la Basílica... En todos esos viajes también visitaba circos, cerca de la capital y cerca de Oaxaca.

Irving ha recreado sus experiencias personales con la escritura y el cine en dos volúmenes, La novia imaginaria y Mis líos con el cine.

## Obra
Novela
- Libertad para los osos (Setting Free the Bears, 1968), trad. Iris Menéndez (Barcelona: Tusquets, 1992)
- La epopeya del bebedor de agua (The Water-Method Man, 1972), trad. Iris Menéndez (Barcelona: Tusquets, 1989)
- Doble pareja (The 158-Pound Marriage, 1974), trad. Benito Gómez Ibáñez (Barcelona: Anagrama, 1985)
- El mundo según Garp (The World According to Garp, 1978), trad. Iris Menéndez (Barcelona: Tusquets, 1988)
- El Hotel New Hampshire (The Hotel New Hampshire, 1981), trad. Iris Menéndez (Barcelona: Tusquets, 1986)
- Príncipes de Maine, reyes de Nueva Inglaterra (The Cider House Rules, 1985), trad. Iris Menéndez (Barcelona: Tusquets, 1986)
- Oración por Owen (A Prayer for Owen Meany, 1989), trad. Iris Menéndez (Barcelona: Tusquets, 1989)
- Un hijo del circo (A Son of the Circus, 1994), trad. Iris Menéndez (Barcelona: Tusquets, 1995)
- Una mujer difícil (A Widow for One Year, 1998), trad. Jordi Fibla (Barcelona: Tusquets, 1999)
- La cuarta mano (The Fourth Hand, 2001), trad. Jordi Fibla (Barcelona: Tusquets, 2001)
- Hasta que te encuentre (Until I Find You, 2005), trad. Carlos Milla Soler (Barcelona: Tusquets, 2006)
- La última noche en Twisted River (Last Night in Twisted River, 2009), trad. Carlos Milla Soler (Barcelona: Tusquets, 2010)
- Personas como yo (In One Person, 2012), trad. Carlos Milla Soler (Barcelona: Tusquets, 2013)
- Avenida de los Misterios (Avenue of Mysteries, 2015), trad. Carlos Milla Soler (Barcelona: Tusquets, 2016)
- El último telesilla (The Last Chairlift, 2022), trad. Juan Trejo (Barcelona: Tusquets, 2023)

Otros géneros
- La novia imaginaria (The Imaginary Girlfriend, 1995), trad. Jordi Fibla (Barcelona: Tusquets, 1997), no ficción
- Trying to Save Piggy Sneed (1996), 12 obras cortas de varios géneros, memorias, ficción y homenaje
- Mis líos con el cine (My Movie Business, 1999), trad. Jordi Fibla (Barcelona: Tusquets, 2000), no ficción
- The Cider House Rules: A Screenplay (1999), guion cinematográfico, Óscar al mejor guion adaptado
- El ruido que hace alguien cuando no quiere hacer ruido (A Sound Like Someone Trying Not to Make a Sound, 2004), trad. Victoria Alonso Blanco (Barcelona: Tusquets, 2005), libro infantil

## Adaptaciones cinematográficas
- El mundo según Garp (1982), dirigida por George Roy Hill.
- El hotel New Hampshire (1984), dirigida por Tony Richardson.
- El inolvidable Simon Birch (1998), basada en Oración por Owen, dirigida por Mark Steven Johnson.
- Las normas de la casa de la sidra (1999), dirigida por Lasse Hallström.
- Una mujer difícil (2004), dirigida por Tod Williams.

## Premios y distinciones
Premios Óscar
| Año  | Categoría            | Película                          | Resultado |
| ---- | -------------------- | --------------------------------- | --------- |
| 2000 | Mejor guion adaptado | Las normas de la casa de la sidra | Ganador   |